# 논 벗 더 론리 하트
논 벗 더 론리 하트(None But The Lonely Heart)는 미국에서 제작된 클리포드 오데츠 감독의 1944년 드라마 영화이다. 캐리 그랜트 등이 주연으로 출연하였고 데이빗 헴프스테드 등이 제작에 참여하였다.

## 출연

### 주연
- 캐리 그랜트
- 에델 베리모어

### 조연
- 베리 피츠제럴드
- 준 두프레즈
- 제인 와이어트
- 조지 컬러리스
- 댄 두리에
- 로만 보넨
- 콘스탄틴 쉐인

## 제작진
- 원작자: 리처드 르웰린
- Ass-PD: 셔먼 토드
- 미술: 모드카이 고렐릭
- 의상: 레니